# Hélix sugárzó

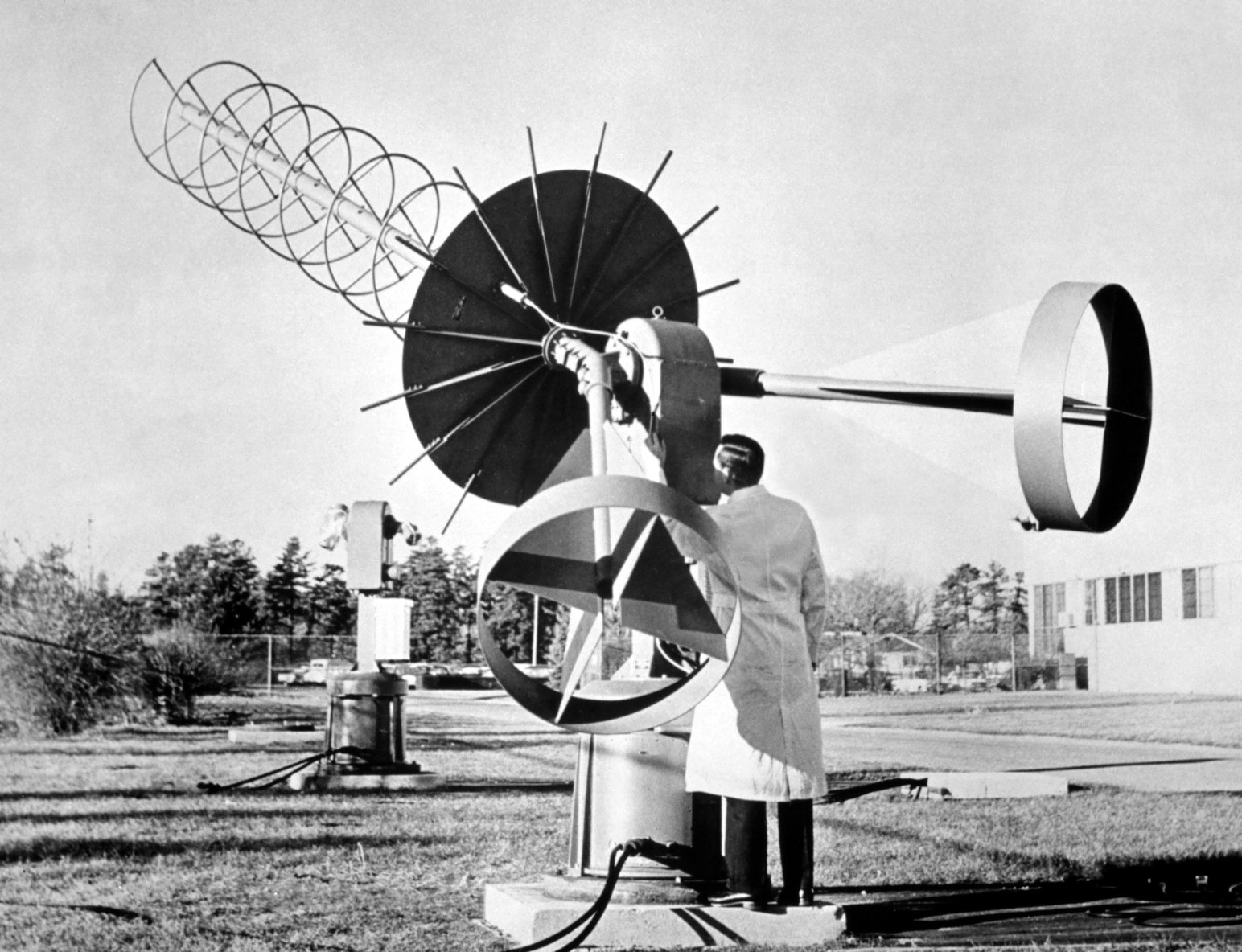
Iránysugárzó hélix antenna

A hélixsugárzó egy antennatipus. Sugárzóeleme általában hengerre írható csavarvonal alakú, ritkábban, szélessávú kialakítás esetén léteznek kúpra írható csavarvonal formában is (kúpos hélix).
A csavarvonal menetemelkedése (S) és átmérője (d) alapján 3 féle hélixsugárzó létezik:
| S       | d      |                                                                                       |
| ------- | ------ | ------------------------------------------------------------------------------------- |
| S<<<λ   | d<<<λ  | Gyakorlatilag egy tekercs, rövidített monopólusnak fogható fel, kvázi-izotróp jellegű |
| S≈0.25λ | d≈0.3λ | Nagy nyereségű körkörös polarizációjú iránysugárzó                                    |
| S≈0.5λ  | d≈0.6λ | Vízszintes polarizációjú, nagy nyereségű körsugárzó                                   |

## Hélix mint rövidített sugárzó

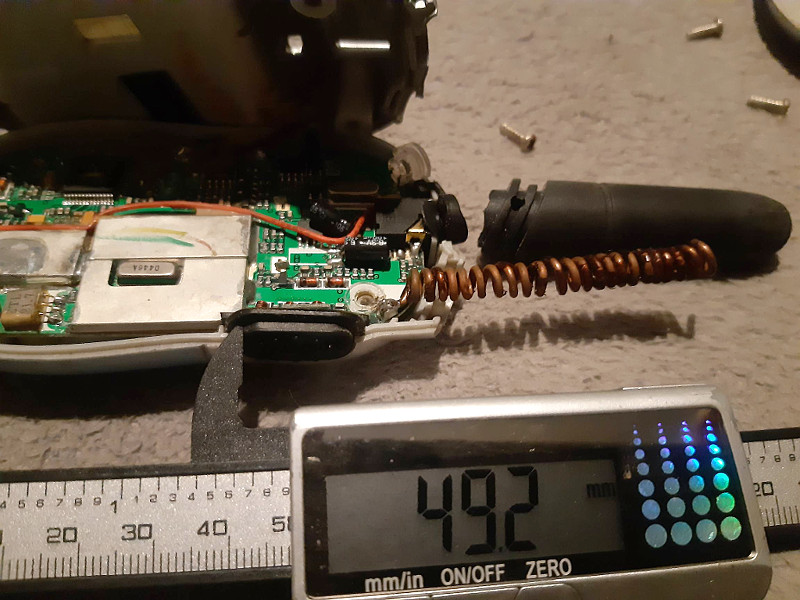
PMR adóvevőkészülék rövidített antennája

A hélix rövidített sugárzóként olyan esetekben működik, amikor a menetemelkedése és a menetátmérője sokkal rövidebb az antenna üzemi hullámhosszánál.
Az ilyen rövidített antennák prototípusait úgy készítik, hogy adott átmérőjű hengerre feltekerik a negyedhullámra méretezett huzalt, majd az így kapott tekercset széthúzzák olyan méretűre, hogy a talpponti ellenállása illeszkedjen ahhoz a készülékhez, amibe majd beleépítik. A méretezés során antennamérő készüléket használnak.
Ilyen antennákat építenek be PMR rádiókba, vagy ilyenek a kézirádiók flexibilis antennái, amit a köznyelv "gumiantennának" nevez. PMR rádiók esetén ilyen módon a 16.8 cm-es negyedhullámú antenna lerövidül néhány cm-re. Kézi rádiók esetén pedig a 2 m-es hullámhosszra 15–20 cm hosszúságú antennák gyárthatók.
Minél inkább lerövidítenek ily módon egy antennát, annál kisebb lesz a nyeresége.

## A hélix mint iránysugárzó

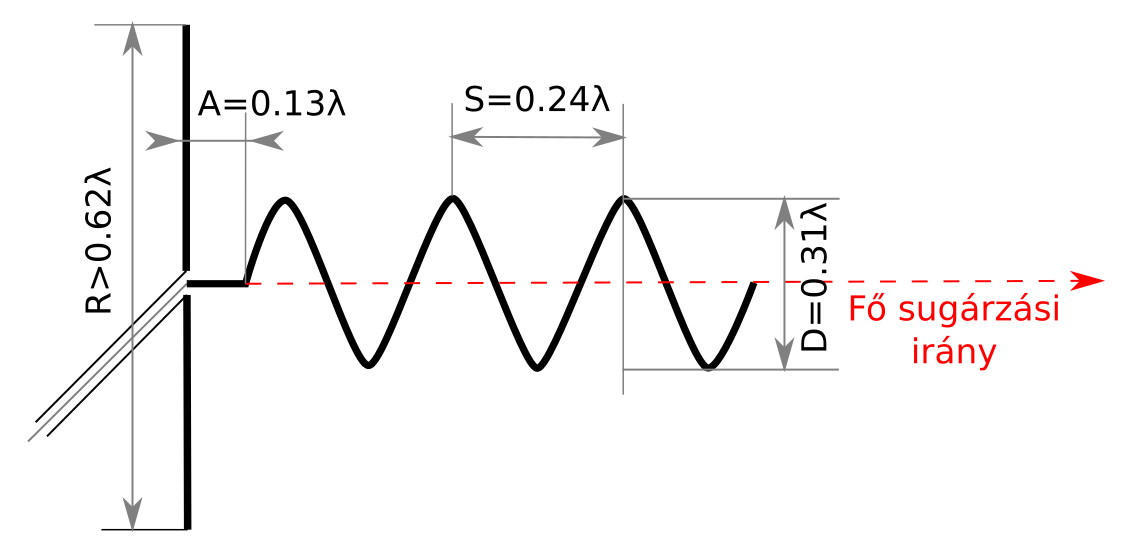
Iránysugárzó hélix méretezése

Ha a hélixsugárzót úgy képezzük, hogy a menetek közötti távolság 0.25λ körüli, a tekercsek átmérője pedig 0.3λ körüliek, akkor egy iránysugárzót kapunk. Gondoskodnunk kell még elektromos ellensúlyról, amiket a megtáplálás hideg pontjára csatlakoztatunk. Az ellensúly 0.6 – 1λ körüli köralakú fémlemez vagy drótháló, esetleg nagyobb hullámhosszokon 6 radiál.
A hélixsugárzó polarizáció szempontjából érdekesen viselkedik, körkörösen polarizált elektromágneses hullámot sugároz. Ez azt jelenti, hogy mind a vízszintes, mind a függőleges polarizációjú antennák jelét veszi, és az általa kisugárzott jelet is mindkét polarizációjú antenna veszi, viszont az egyik hélixsugárzó csak akkor veszi a másik hélixsugárzó által kiadott hullámokat, ha a tekercselés menetiránya egyezik.

### A hélix talpponti impedanciája[1]
{\displaystyle Z=136{\frac {L}{\lambda }}}
- L – a hélixvezető hossza (m)
- λ – az üzemi hullámhossz (m)
- Z – a talpponti impedancia (Ω)

### A hélix nyeresége
{\displaystyle G=10log_{10}{\biggl (}15n{\biggl (}{\frac {L}{\lambda }}{\biggr )}^{2}{\frac {S}{\lambda }}{\biggr )}}
{\displaystyle \alpha ={\frac {52}{{\frac {L}{\lambda }}{\sqrt {n{\frac {S}{\lambda }}}}}}}
- L – a hélixvezető hossza (m)
- λ – az üzemi hullámhossz (m)
- S – a menetek közti távolság (m)
- n – a menetszám
- G – a hélix nyeresége (dB)
- α – a sugárzás nyílásszöge (°)

| Menetszám (n) | Antennanyereség (db) | Nyílásszög (°) |
| ------------- | -------------------- | -------------- |
| 3             | 7.9                  | 60             |
| 4             | 9.1                  | 53             |
| 5             | 10.2                 | 47             |
| 6             | 11                   | 43             |
| 7             | 11.7                 | 40             |
| 8             | 12.3                 | 37             |
| 9             | 12.8                 | 35             |
| 10            | 13.2                 | 33             |
| 11            | 13.6                 | 31.5           |
| 12            | 14                   | 30             |

## A hélix mint körsugárzó

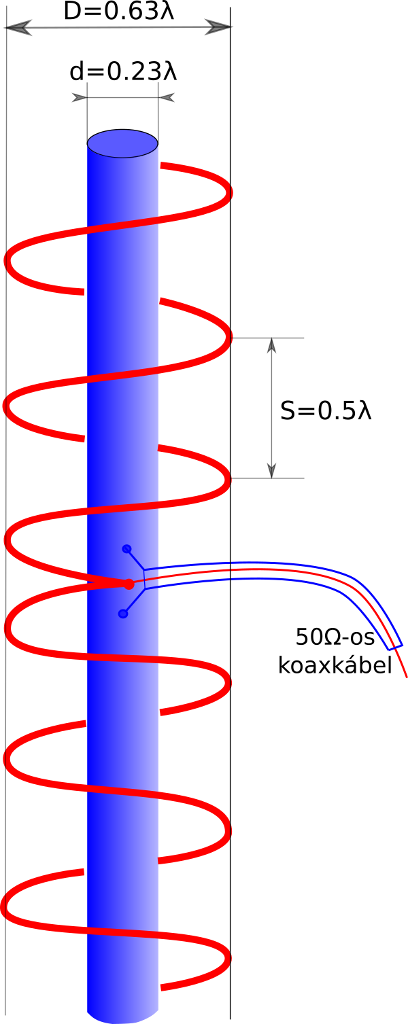
Hélix körsugárzó felépítése

A körsugárzó hélix 2 hélixből épül fel, melyek egymáshoz képest ellentétes menetirányban vannak tekerve, és középen a 2 tekercs össze van kapcsolva. Ezen a ponton csatlakozik a koaxiális kábel hideg eréhez.
A tekercs közepén egy henger alakú fém van, vagy nagyobb hullámhosszok esetén henger alakú fémháló. Ez a belső rész kapcsolódik a koaxiális kábel köpenyéhez.
Az axiális irányban elhelyezett fémhenger elfojtja a hosszirányú sugárzási összetevőket, és elősegíti a keresztsugárzást, így sugárzási iránya merőleges a henger tengelyére.
A tekercs menettávja 0.5λ, a keresztmetszete 0.63λ.
A belső fém átmérője 0.23λ.
A belső fémrész lehet az antenna tartórésze, valamint a koaxiális kábel is elvezethető benne, és a csatlakozási pontnál egy furaton kivezethető a koaxiális kábel.
Minél nagyobb a hélix menetszáma, annál nagyobb az antennanyeresége, viszont a sávszélesség a menetszám növekedésével drasztikusan csökken. 2x5 menetnél több menetet tartalmazó hélix körsugárzót nem érdemes készíteni.
A 2x5 menetes hélixsugárzó nyeresége 7 dB, vagyis nagyon lapos szögű a kisugárzása.
A talpponti ellenállás 50 – 100 Ω között adódik.

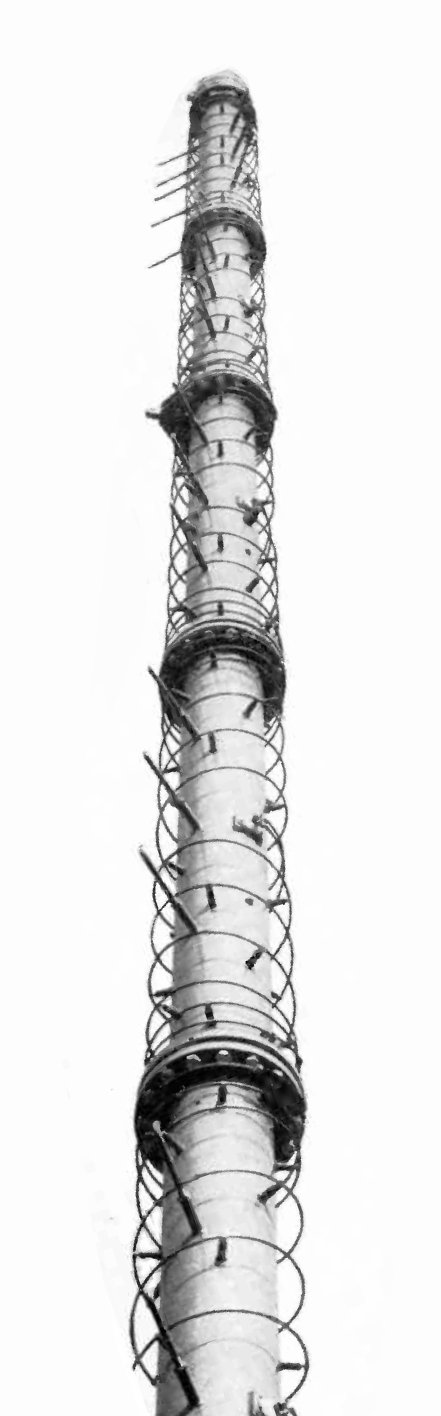
Hélix körsugárzö a gyakorlatban. UHF televíziós műsorszóró torony.

Ennek a körsugárzónak az érdekessége, hogy maga az antenna függőleges, viszont vízstintesen polarizált formában sugározza ki a rádióhullámokat.

## A hélix gyakorlati felhasználása
A hélix önmagában is használható antennaként, valamint apertúrával ellátott antennák is készülhetnek belőle. Használatuk leginkább a deciméteres, centiméteres, milliméteres sávokban terjedt el, méteres hullámokon leginkább katonai alkalmazásokban használják.

### Hélix használata csökkentett méretű antennaként
- belső antennák
- flexibilis antennák
- egyéb csökkentett méretű sugárzók
- kvázi-izotróp referenciaantenna

### Hélix használata iránysugárzóként
- Wifi és egyéb rádiós kapcsolatú hálózatok
- apertúrával ellátott antennák antennafejei. Ebben az alkalmazásban kifejezetten előnyös, hogy a kisugárzás nyílásszöge közvetlen számítható a menetszámokból.

### Hélix használata körsugárzóként
- földfelszíni műsorszórás, ha vízszintesen polarizált körsugárzás szükséges